# Mundaú
De Mundaú is een rivier in de Regio Noordoost van Brazilië. Zij ontspringt op het Borboremaplateau in de buurt van de plaats Garanhuns. Daarna stroomt zij in zuidoostelijke richting door de staten Pernambuco en Alagoas. In totaal stroomt de rivier door 30 gemeenten. Zij komt uit in de Mundaú-lagune bij de stad Maceió.
De belangrijkste zijrivier van de Mundaú is de Canhoto.
De naam Mundaú komt uit het Tupi en betekent "groot meer".